# Zoria (obwód wołyński)
Zoria (ukr. Зоря; do 1964 roku Puzów) – wieś na Ukrainie, w obwodzie wołyńskim, w rejonie włodzimierskim. W 2001 roku liczyła 337 mieszkańców.